# Bahnhof Wierden
Der Bahnhof Wierden ist ein Bahnhof im niederländischen Ort Wierden. Der Bahnhof liegt an der Bahnstrecke Zwolle–Almelo und wurde am 1. Januar 1881 eröffnet. Seit 1888 verlief auch die Bahnstrecke Deventer–Almelo an den Bahnhof.
1951 wurde die Bahnlinie Deventer–Almelo elektrifiziert. Im Jahre 1965 wurde ein neues Bahnhofsgebäude eröffnet. Der Architekt ist C. Douma.

## Streckenverbindungen
Im Jahresfahrplan 2022 wird der Bahnhof Wierden von folgenden Linien bedient:
| Zugtyp            | Linienverlauf                                                  | Frequenz                             |
| ----------------- | -------------------------------------------------------------- | ------------------------------------ |
| Sprinter          | Apeldoorn – Deventer – Wierden – Almelo (– Hengelo – Enschede) | halbstündlich; in der NVZ bis Almelo |
| Sprinter (Keolis) | Zwolle – Wierden – Almelo – Hengelo – Enschede                 | halbstündlich                        |

## Bahnsteige
- Gleis 1: Züge Richtung Almelo und Enschede
- Gleis 2: Züge Richtung Apeldoorn
- Gleis 3: Züge Richtung Zwolle